# Kryptopterus bicirrhis
Kryptopterus bicirrhis, conosciuto comunemente come siluro di vetro indiano (o pesce fantasma o oltretomba), è un piccolo pesce appartenente alla famiglia dei Siluridae.

## Distribuzione e habitat
Questo pesce abita le acque calme e le praterie allagate del sud-est asiatico, principalmente l'Indonesia e la Thailandia.

## Descrizione
Il corpo è lungo, fortemente compresso ai fianchi. La bocca è munita di due lunghi barbigli. La particolarità di questo pesce d'acqua dolce è quella di avere il corpo perfettamente trasparente: sono infatti visibili spina dorsale, raggi delle pinne, sistema vascolare e interiora, queste comprese in un sacco argenteo. La trasparenza è dovuta ad una pelle sottile e alla presenza di un particolare olio tra le fibre muscolari.
La pinna dorsale è composta da pochi raggi, le ventrali e le pettorali sono sottili, mentre lunga è quella anale. La coda è fortemente forcuta e spesso asimmetrica.
Curiosa è la posizione che assumono: con testa in alto e coda verso il basso. Particolare è inoltre il tipico nuoto ondulato.

## Alimentazione
Il pesce gatto di vetro si nutre di piccoli pesci e insetti.

## Acquariofilia
Per il loro particolare aspetto e il carattere tranquillo, questi pesci sono pescati nei luoghi d'origine per essere commercializzati e allevati in acquario.
Molte aziende che vendono questi pesci, da alcuni anni, iniettano nei corpi di questi animali una sostanza colorante per renderli più decorativi.
Esiste comunque una legge che vieta questo tipo di trattamento, ma non la vendita degli animali che sono stati colorati.
| Origine            | Indonesia     | Acqua            | dolce        |
| Durezza dell'acqua | da 6 a 12 °GH | pH               | da 5,7 a 7,2 |
| Temperatura        | da 24 a 28 °C | Volume min.      | 60 l         |
| Alimentazione      | onnivoro      | Taglia da adulto | 15 cm        |
| Riproduzione       | oviparità     | Zone occupate    | Intermedia   |
| Socialità          | Gruppo min. 6 | Difficoltà       | media        |